# Десятое королевство
Десятое королевство (англ. The 10th Kingdom) — американский фэнтезийный мини-сериал о приключениях девушки и её отца в параллельном волшебном мире, снятый режиссёрами Дэвидом Карсоном и Хербертом Уайзом. Сериал впервые был показан в США на канале NBC в феврале 2000 года и в Великобритании на канале Sky One в апреле 2000 года. В России сериал транслировался на каналах «Первый канал», «СТС», «Домашний», «РЕН ТВ», «ТВ Центр», «Столица», «ТВ-3», «Семёрка» и «Канал Disney».

## Сюжет
1 серия
Обычная девушка Вирджиния Льюис (Кимберли Уильямс) живёт с отцом Тони (Джон Ларрокетт) на окраине Центрального парка в Нью-Йорке, работает официанткой и мечтает открыть собственный ресторан. Отец еле сводит концы с концами, работая на 6 работах (дворник, электрик, слесарь, водопроводчик, истопник, сантехник), и не пользуется уважением у своего работодателя господина Мюррея, хотя к любому делу относится очень ответственно и всегда стремится его выполнить максимально в срок.
По пути на работу через парк Вирджиния сбивает на велосипеде беспризорного пса породы золотистый ретривер, который понимает человеческую речь и пытается предупредить Вирджинию об опасности.
По следам пса следуют тролли Красотка, Силач и Пустозвон, а также Волк (Скотт Коэн) в человеческом обличии. Последний обманом узнаёт местонахождение Вирджинии у Тони, предложив ему волшебный боб исполнения желаний. У каждого желания оказываются побочные эффекты, обернувшиеся во зло для Тони. Пожелав миллион долларов он получает его, однако за ним приходят полицейские и обвиняют в ограблении банка. Тони едва успевает сбежать от полиции, когда встречает дочь с собакой. Он загадывает последнее желание — способность понимать, что говорит ретривер. Чтобы спастись от преследователей, пёс показывает своим новым друзьям в парке зеркало путешествий, ведущее в параллельный мир Девяти королевств.
Здесь пёс рассказывает, что является заколдованным принцем Венделлом (Дэниэл Лапэйн), внуком Белоснежки. Накануне коронации его мачеха Злая Королева (Дайан Уист) магией поменяла телами принца и свою собаку и с помощью короля троллей Шутника (Эд О’Нилл) сбежала из тюрьмы. На поиски вырвавшегося принца она отправила троллей и Волка. Венделл просит Тони и Вирджинию помочь ему вернуться в своё тело и остановить коварный замысел Королевы. Появление троллей вынуждает героев задержаться в волшебном мире, чтобы пройти долгий путь по разным королевствам в поисках зеркала путешествия, способного переместить их домой.
2 серия
Тони и Венделла арестовывают, а Вирджинию похищают тролли. Волк спасает Вирджинию, и они возвращаются в тюрьму Белоснежки за Тони и Венделлом. Вирджиния и Волк, используя ботинки невидимости, которые они украли у троллей, спасают Венделла и встречают Тони, и сквозь дыру в стене камеры покидают тюрьму и уплывают на лодке. Сокамерник Тони карлик Жёлудь, также совершивший побег, уплывает на другой лодке, в которой лежало волшебное зеркало.
На лодке герои обнаруживают волшебную золотую рыбу, которая превращает что угодно или кого угодно в золото. Прибыв на паром, герои встречают троллей, и в погоне Тони с помощью магии золотой рыбы превращает троллей и (случайно) Венделла в золотые статуи. Злая Королева, потеряв надежду найти Венделла с помощью троллей и Волка, посылает на поиски Охотника. 
Герои пробираются через лес и набредают на лагерь цыган, где проводят ночь. Наутро Вирджиния спасает говорящих птиц, пойманных цыганами, затем сбегает из лагеря с Тони, Волком и Венделлом. За подобную дерзость гадалка проклинает Вирджинию, сделав её волосы очень длинными и не поддающимися стрижке. Охотник обнаруживает героев и похищает Вирджинию.
3 серия
Пока Вирджиния находится в плену Охотника, Тони и Волк пытаются получить волшебный топор дровосека, угадав его имя с помощью говорящих птиц, которых спасла Вирджиния. Тони и Волк получают топор, находят Вирджинию и спасают её из плена Охотника, а после избавляют её от длинных волос.
Затем герои прибывают в деревню, где обнаруживают волшебное зеркало, которое можно получить в качестве приза за победу в конкурсе пастушек. Из Вирджинии делают пастушку, чтобы она могла участвовать в конкурсе. На одном из конкурсов требуется собака, и Тони, с помощью волшебного источника, которым  в тайне пользуется семейство Пипов, оживляет пса Венделла. Позже Вирджиния побеждает в конкурсе и получает зеркало.
Тем временем Злая Королева получает связь с Волком и пробуждает в нём хищника, после чего он съедает деревенских кур. Пастушка Салли Пип, расстроеная своим проигрышем, засыпает волшебный источник Пипов и загадочным образом погибает. Вирджиния и Тони уже готовы были вернуться домой, но деревенские жители ловят Волка, решив, что это он убил Салли Пип, и устраивают суд над ним. Вирджиния решает остаться, чтобы помочь Волку, и защищает его на суде, пока Тони ищет доказательства невиновности Волка. После пристрастного суда Волка решают сжечь заживо, но Тони находит доказательство — окровавленную куртку отца Салли Пип. Уилфред Пип публично признаётся, что это он убил Салли за то, что она засыпала их источник. Вирджиния и Тони спасают Волка и узнают, что телега, где они спрятали зеркало, уехала из деревни и направилась в сторону Города поцелуев. Героям ничего не остаётся, как отправиться туда.
Добравшись в Город поцелуев, герои узнают, что владелец телеги продал зеркало на аукцион. Герои находят зеркало в аукционом доме; на зеркале уже висит ценник — 5000 монет.
4 серия
В Городе поцелуев герои думают, как заработать 5000 монет, чтобы получить зеркало, и решают сыграть в казино, в котором Волк выигрывает крупную сумму денег. Но вместо того, чтобы отдать деньги Вирджинии и Тони, он покупает для Вирджинии поющее кольцо и устраивает для неё романтический ужин. Тем временем Охотник убивает эльфа, который тоже выиграл крупную сумму в казино, и забирает его деньги, а затем покупает зеркало на аукционе. На ужине с Волком Вирджиния узнаёт, что у Волка были деньги, и, разозлившись на него за то, что он её обманул, бросает его в Городе поцелуев. Тем временем Тони получает записку от Охотника, что зеркало он отдаст в обмен на собаку. Тони привязывает пса к столбу, а сам отправляется за зеркалом. Найдя на чердаке зеркало, Тони попадает в ловушку: дверь запирается, после чего Тони с зеркалом вылезает на крышу. Из-за парада Охотнику не удаётся забрать пса. Зеркало соскальзывает с крыши, падает и разбивается вдребезги, «наградив» Тони невезением. Собрав кусочки зеркала, Вирджиния и Тони узнают, что зеркало было изготовлено гномами на рудниках в Драконьей горе, и решают отправиться туда. Тем временем тролли, превращённые в золото, возвращаются к жизни и узнают от Злой Королевы, что их отец был убит Вирджинией (на самом деле убитый лично Злой Королевой), после чего решают найти её и жестоко отомстить.
На рудниках Вирджиния и Тони находят гномов, которые говорят им, что есть ещё два таких же зеркала: одно утонуло в Северном море, а другое находится у Злой Королевы. Покидая пещеру, из-за невезения Тони падает в яму и ломает спину, а Вирджиния находит дух Белоснежки, которая даёт ей волшебное зеркало слежки, говорит, где выход из пещеры, и выполняет два желания: чтобы спина Тони зажила и чтобы его невезение кончилось. Позже Вирджиния с помощью зеркала слежки узнаёт, что Злая Королева — это её мать, которая бросила её, когда она была ребенком.
5 серия
Охотник и тролли находят Вирджинию, Тони и пса Венделла и похищают их. Вирджинии и Тони удаётся сбежать. Вирджиния и Тони пробираются до замка через тёмный лес, где встречают фей, которые предупреждают их не пить болотную воду, не есть грибы, и не спать, а затем разделяют их. Позже Вирджиния находит дом Болотной ведьмы, где скрывается карлик Жёлудь. Там же она находит мумию Болотной ведьмы и забирает у неё отравленный гребень. Затем Вирджиния находит своего отца Тони. Забыв о правилах фей, они пьют болотную воду, едят грибы и засыпают. Их начинают опутывать корни, но вскоре прибывает Волк и спасает их от гибели.
Добравшись до замка, Вирджиния встречает Злую Королеву — свою мать и пытается вернуть ей память, но непреклонная Королева запирает Вирджинию и Тони в темницу, а предатель Волк отправляется на кухню. Позже Тони и Вирджиния выбираются из темницы и побеждают троллей. На коронации подставного Венделла гости пьют из бокалов отравленный напиток и сразу все теряют сознание. Волк, в котором любовь и доброта всё же одержали верх над преданностью Королеве, защищает Вирджинию от Охотника, которого убивает его же стрела, а Вирджиния, защищаясь от своей матери, ранит её отравленным гребнем, после чего Королева умирает. Затем все, кто пил из бокалов, просыпаются. Волк признался, что добавил в напиток сонную пыль троллей. Позже пёс и Венделл возвращаются обратно в свои тела, коснувшись друг друга.
На следующий день проводится награждение спасителей Девяти королевств и ужин, на котором Вирджиния находит в рыбе волшебное кольцо, которое Волк выбросил в море. Волк сообщает Вирджинии, что она беременна. Тони решает пока остаться в королевстве, так как предполагает, что полиция, возможно, всё ещё его разыскивает, а Вирджиния с Волком возвращаются обратно в Нью-Йорк.

## В ролях

### «Четвёрка, спасшая девять королевств»
- Вирджиния Льюис — Кимберли Уильямс

Единственная дочь Энтони и Кристин Льюис росла без матери с 7 лет. Не испытывая тягу к приключениям, она всегда старалась быть незаметной и потому отказывалась от предложений бабушки составить с каким-нибудь богачом выгодную партию. Утверждает, что не заинтересована в поисках матери или бойфренда, но довольно быстро становится ясно, что на самом деле она чувствует себя очень одиноко. Добрая и отзывчивая Вирджиния никогда не отказывает в помощи нуждающемуся.
- Энтони (Тони) Льюис — Джон Ларрокетт

Отец Вирджинии, дворник, по совместительству — электрик, водопроводчик, сантехник, истопник и слесарь. Когда Вирджиния была ещё маленькой, Энтони был успешным предпринимателем, но прогорел, вложив все деньги в аттракционы. После исчезновения жены он говорил дочери, что та живёт в Майями. В начале сериала предстаёт как эгоистичный, жадный и довольно трусливый тип, по большей части не замечающий проблем дочери, но по ходу событий сериала меняется и становится готов пойти на всё ради защиты Вирджинии.
- Волк (англ. Wolf) — Скотт Коэн

Полуволк-получеловек, вынужден скрывать своё происхождение из-за человеческих предубеждений; ценит хорошую кухню. Был освобождён Злой Королевой в обмен на поимку Венделла, но влюбился в Вирджинию и присоединился к ней и Тони.

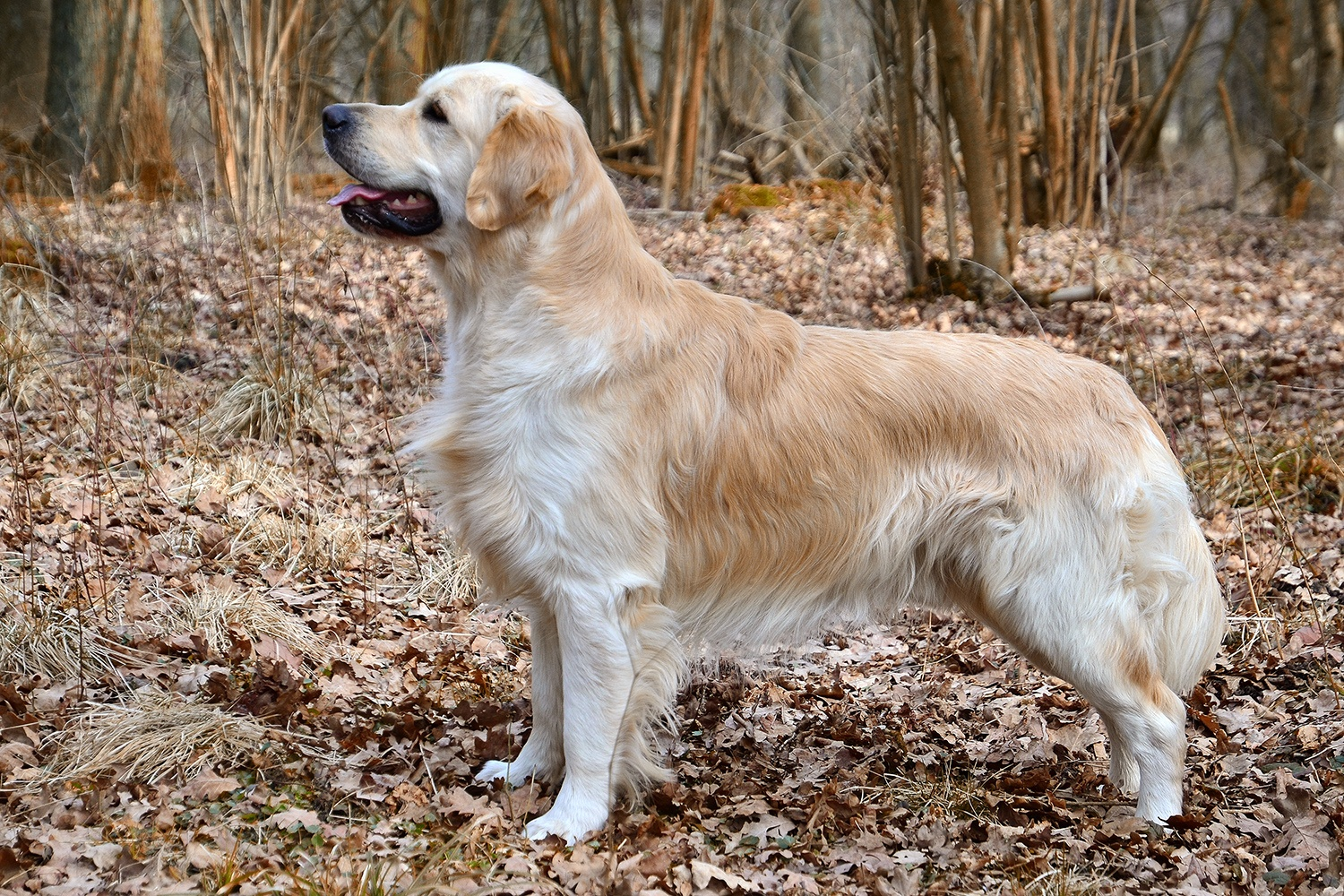
Золотистый ретривер

- Принц / Король Венделл — Дэниэл Лапэйн

Внук Белоснежки и прямой наследник трона Четвёртого королевства. Из-за чар злой королевы Кристины находится в шкуре её собаки, золотистого ретривера. Довольно изнежен и капризен поначалу, но в ходе приключений становится более ответственен.

### Злодеи
- Злая Королева / Кристина Слевил-Льюис-Уайт (англ. The Evil Queen/ Christine Slevil-Lewis-White) — Дайан Уист

Кристин Льюис была красива и богата, но постепенно начала страдать психическим заболеванием. В итоге однажды совершенно сорвалась и в приступе попыталась утопить Вирджинию в ванной. В ужасе убежав из дома и услышав зов злой мачехи Белоснежки — Болотной Ведьмы, через портал в Центральном парке перемещается в мир Девяти королевств, где становится орудием мести злой ведьмы. Отравив родителей принца Венделла, она попадает в Мемориальную тюрьму Белоснежки, где проводит семь лет, вынашивая планы мести.
- Охотник — Рутгер Хауэр

Личный киллер Злой Королевы. Вооружён волшебным арбалетом, болты которого всегда останавливаются только в чьём-либо сердце. Убил своего сына. Убеждённый фаталист, совершенно лишённый милосердия. Убит в схватке с Волком из своего же арбалета.
- Шутник (Король Троллей) — Эд О’Нилл

Повелитель Третьего королевства. Несмотря на несколько карикатурную внешность, неглупый и хитрый. Всегда одет в кожаную одежду и серебряную корону, отличается большими ушами. Помогал Злой Королеве в бегстве из тюрьмы в обмен на половину Четвёртого королевства, но в итоге начал захватывать его своими силами. Погиб от руки Королевы вместе со своими солдатами, отравленный яблоками.
- Красотка (англ. Blabberwort the Troll — Болтунья) — Донн Льюис (англ. Dawnn Lewis)
- Силач (Крепыш) (англ. Burly the Troll) — Хью О’Горман (англ. Hugh O'Gorman)
- Пустозвон (англ. Bluebell the Troll — Голубой колокольчик) — Джеремайя Биркетт (англ. Jeremiah Birkett)

### Второстепенные персонажи
- Белоснежка (англ. Snow White), Фея-крёстная (персонаж) / дух Белоснежки — Кэмрин Менхайм
- Золушка (англ. Cinderella) — Энн-Маргрет (англ. Ann-Margret)
- Карлик Жёлудь (англ. Acorn the Dwarf) — Уорик Дэвис (англ. Warwick Davis)
- Гоблин «Сморщенное лицо» (англ. Clayface the Goblin) — Джимми Нейл (англ. Jimmy Nail)
- Бабушка Вирджинии — Мойра Листер
- Пaстушка Салли Пип — Люси Панч

## Особенности волшебного мира

### Шесть желаний Энтони Льюиса
Энтони Льюис получает от Волка «волшебный боб» (впоследствии Венделл утверждает, что на самом деле это были драконьи фекалии) в обмен на информацию о местонахождении своей дочери Вирджинии. По словам Волка, после проглатывания «боба» возможно загадать шесть желаний. Энтони загадал:
| Желания           | Описание желаний (в скобках указываются их последствия) |
| ----------------- | --- |
| Первое желание    | Чтобы хозяин Энтони Льюиса, который взял его к себе на работу, и все родственники этого хозяина пресмыкались перед Энтони и стали его вечными рабами. (в результате в дом Энтони приехала вся родня Мюрреев, чему он был не очень рад) |
| Второе желание    | Энтони Льюис пожелал обеспечить себя нескончаемым запасом пива в холодильнике. (в результате чего холодильник взорвался) |
| Третье желание    | Чтобы в доме было что-то, что само убирало квартиру и при этом не надо было шевелить пальцем. (в результате пылесос начал засасывать занавеску и Энтони был вынужден сломать его)                                                      |
| Четвёртое желание | Миллион долларов. (в результате его арестовывает полиция по подозрению в ограблении банка) |
| Пятое желание     | Энтони Льюис пожелал спастись из полицейской машины, в которой его везли в отделение. (при этом он остался в наручниках и едва не погиб при аварии)                                                                                    |
| Шестое желание    | Энтони пожелал понимать всё, что говорил пёс, который следовал за его дочерью Вирджинией по пятам и пытался что-то ей сказать. (единственное желание, которое помогло ему в будущем)                                                   |

### Королевства

Карта девяти королевств

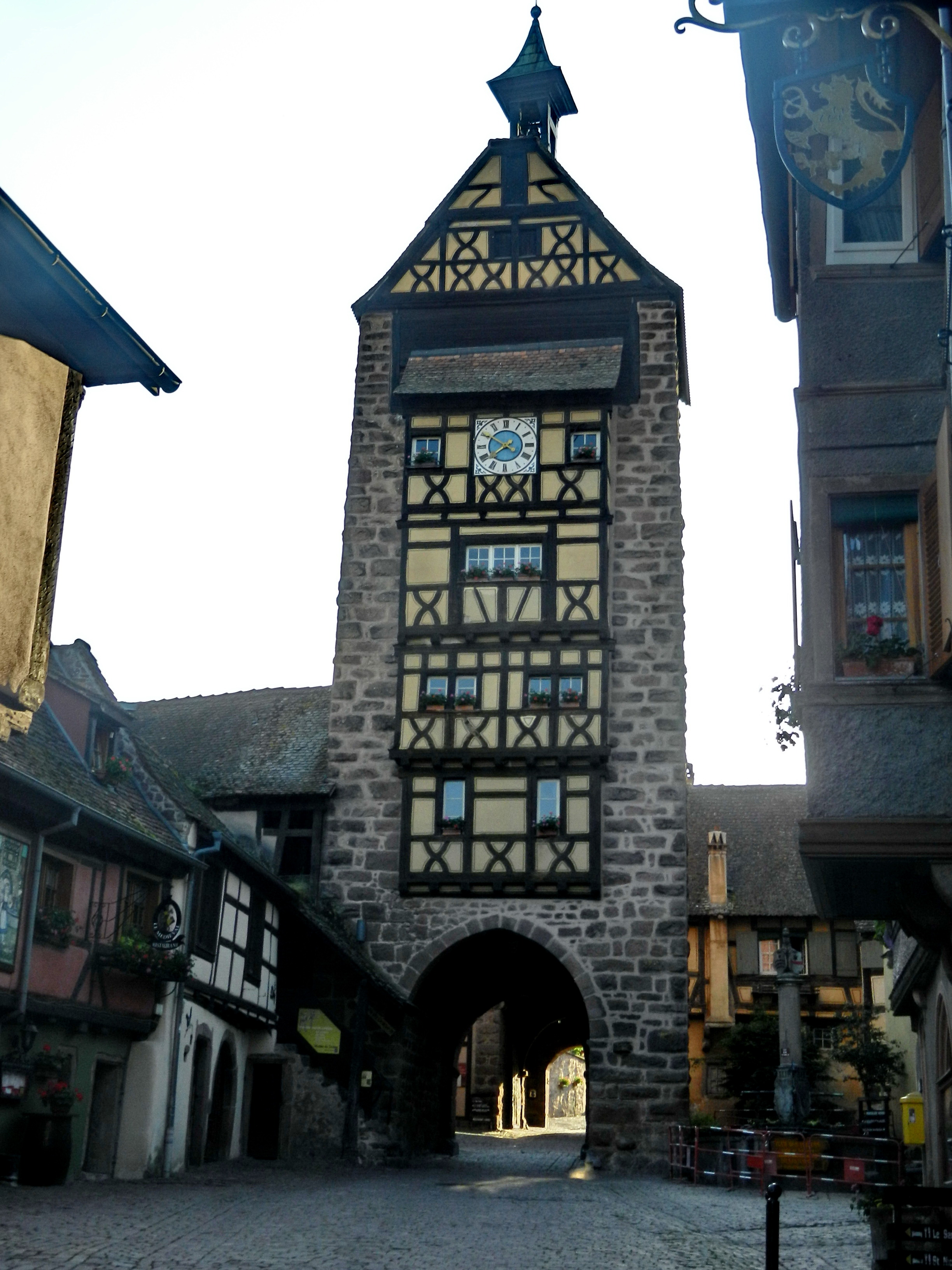
Город поцелуев снимали во французском Эльзасе. Отсюда (в Риквире) Тони пытался сбежать с зеркалом.

Карта на стене тюрьмы напоминает привычную карту Европы и представляет Девять королевств:
Первым королевством правит королева Золушка. Это древнейшее и богатейшее из всех Девяти королевств. Его жители высокомерны и романтичны, влюбляются и женятся с угрожающей скоростью. Хронические разводы привели к изобилию сводных братьев и сестёр. Государство консервативно, старомодно и наиболее привержено к традициям. Официальный цвет — голубой. Королева Золушка ещё жива, но едва-едва… ведь ей 200 лет.
Второе королевство: страна диких лесов, в которых бродят волки. Здесь много пирожников, поваров и пряничных домиков. Королевство фактически разделено на северную и южную части. Красная Шапочка III правит северной частью, а Великая Гретель — южной частью. Гражданские войны оставили его почти без мужчин, и в результате основной частью населения стали девочки и их бабушки. Официальный цвет — шоколадный.
Третьим королевством управляют тролли и великаны. Давным-давно на этих землях Храбрый Джек посадил бобовое зёрнышко. С тех пор вся страна заросла огромными бобами. Вечнорастущие стебли высосали из земли все соки, и в итоге на ней ничего более не растёт. Великаны живут в облаках и постепенно вымирают из-за алкоголизма и низкой рождаемости. Тролли заправляют на опустевшей земле. Это большое и запущенное королевство с военной формой правления.

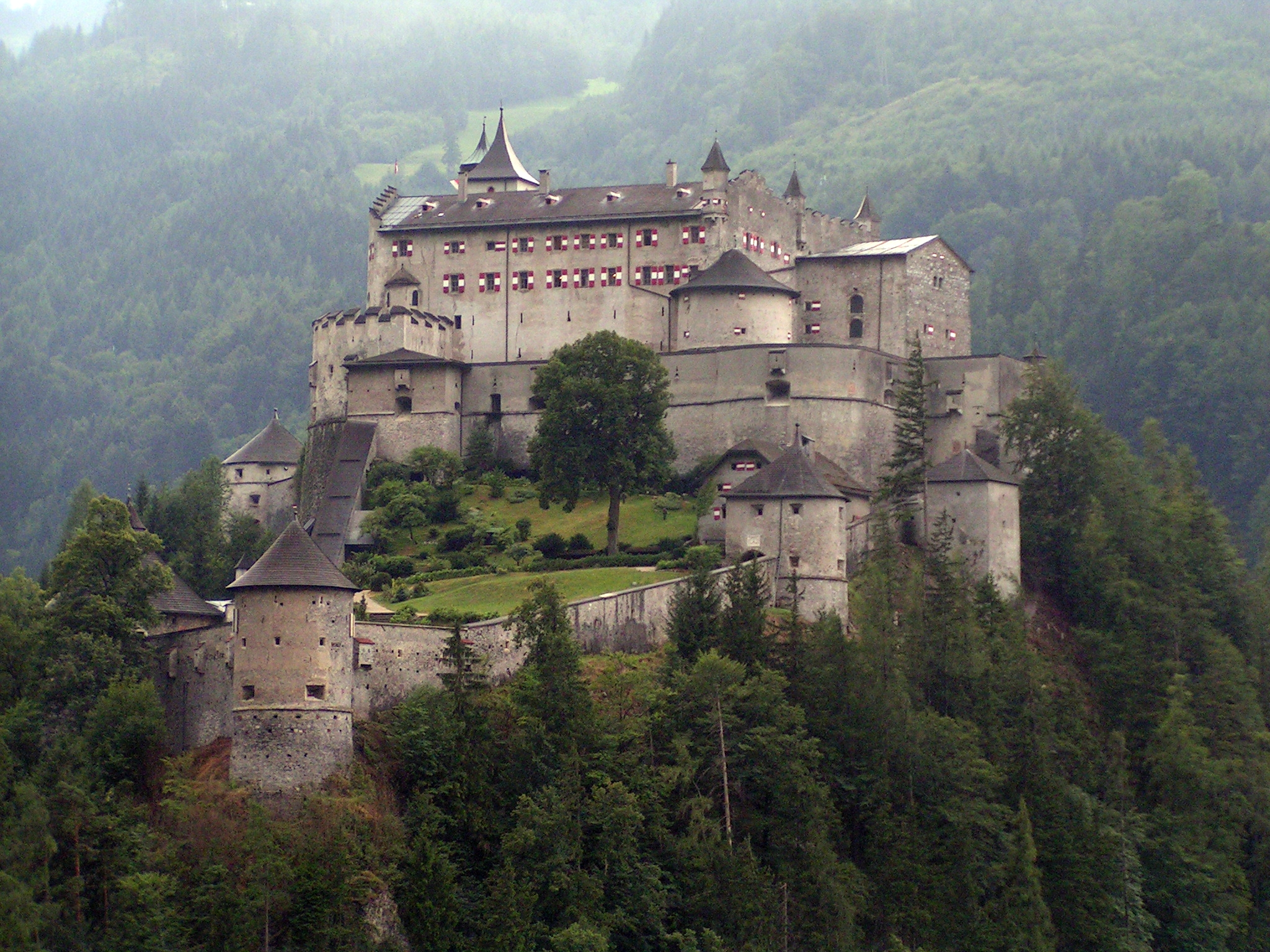
Хоэнверфен предстал в сериале Мемориальной государственной тюрьмой Белоснежки.

Четвёртое королевство: именно здесь когда-то родилась и стала королевой Белоснежка. Нынешним правителем является король Венделл, по-прежнему оставаясь в тени своей бабушки. Родители его были отравлены злой королевой Кристиной Льюис. Четвёртое королевство расположено в центре сказочных земель и граничит со всеми остальными (кроме Шестого). Этим и объясняется его важнейшее стратегическое значение. Официальный цвет — зелёный.
Пятым королевством управляет Голый Король VI. Тут давно и буйно процветают всяческие излишества. Главное занятие жирных и алчных граждан — фестивали пива и сосисок. Лживость и продажность считаются нормальным явлением. Официальный цвет — лиловый.
Когда-то Шестым королевством правила королева Рапунцель. Всё его население, включая Спящую Красавицу, много веков назад было погружено в сон, и никто не может разбить чары. Страна окружена гигантской колючей стеной. Только самые умные, сообразительные путешественники могут обойти множество расставленных ловушек и проникнуть туда. Официальный цвет — розовый.
Седьмое королевство: Правители — королева Листопад и король Олаф. Это королевство можно видеть только на рассвете или закате. На спине у его жителей-эльфов растут крылышки. Эти волшебные создания живут по берегам больших озёр. По природе своей они ни дружелюбны, ни враждебны. Одеваются в одежду всех цветов радуги.
В Восьмом королевстве правит Снежная королева. Оно полностью покрыто снегом и льдом. Возле фьордов юга стоят несколько рыболовецких посёлков, север же почти абсолютно дик. Люди замкнуты и крайне враждебны к чужакам. Они обожествляют животных и верят в магию. Снежная королева жаждет править девятью государствами. Официальный цвет — белый.
Девятое королевство населено гномами. Это мир подземных ходов и тоннелей, проходящих под поверхностью всех остальных. Раньше в подземельях жили драконы, теперь там находится могила Белоснежки. Гномы делают волшебные зеркала и отличаются крайней подозрительностью. Они занимаются банковскими операциями во всех девяти государствах. Единственное надземное поселение — небольшой, но очень процветающий банковский город. Гномы, сохранившие любовь к покойной Белоснежке, состоят в союзе с Четвёртым королевством.
Все жители девяти королевств знают предания о таинственном Десятом королевстве. Оказавшись в Нью-Йорке через зеркало путешествий, тролли назвали этот мир Десятым королевством и заведомо присвоили его себе.

## История создания

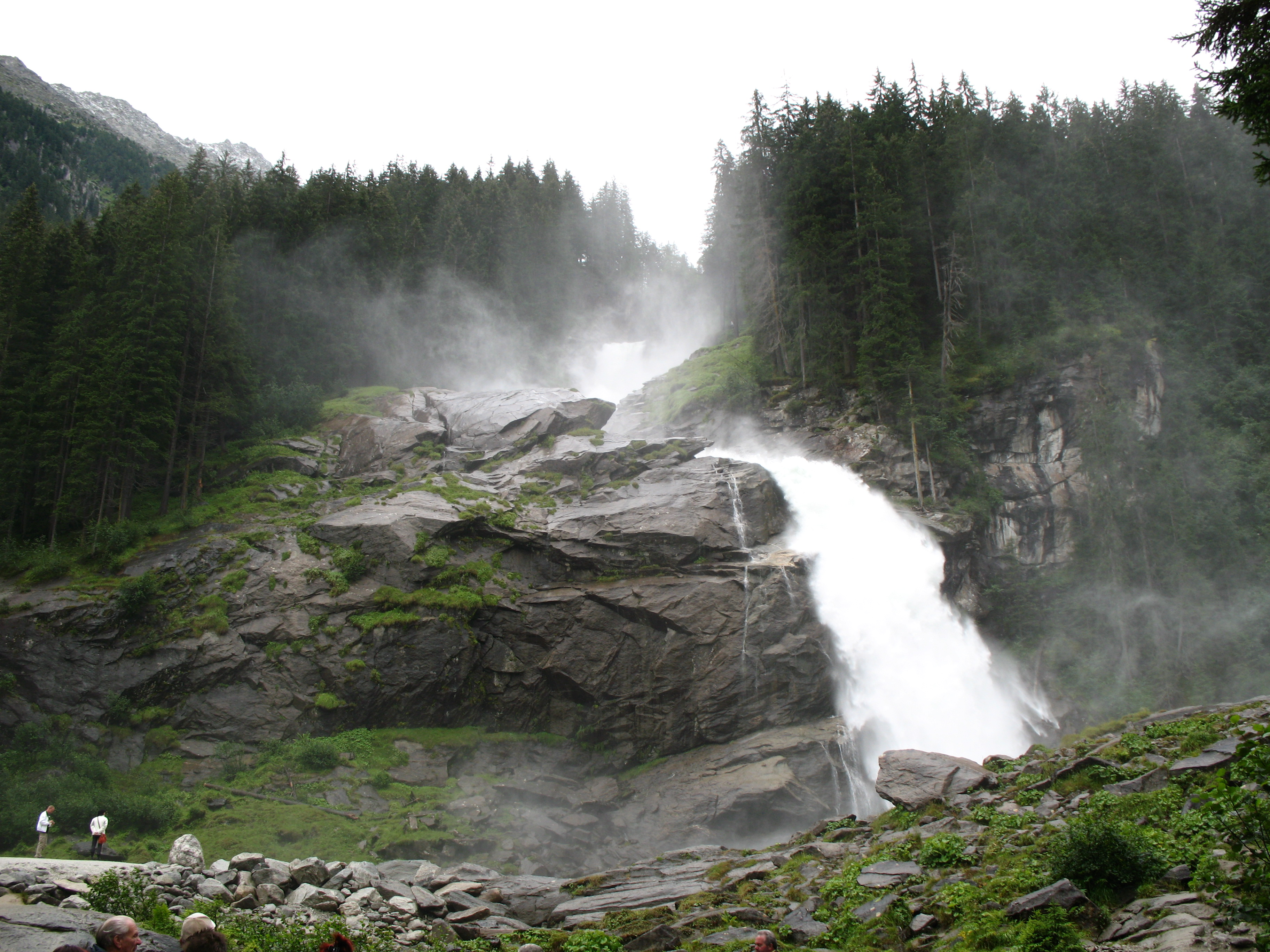
Водопад Кримль в национальном парке Высокий Тауэрн, Австрия

Сценарист Саймон Мур задумался, что могло произойти после окончания старых сказок, и придумал «Десятое королевство».
Исполнительный продюсер Роберт Халми признался: «Мы хотели взглянуть с другой стороны на известных персонажей. Например, нашей Золушке 200 лет, а Кэмрин [Менхайм] взялась за роль, поскольку ей понравилась идея, что Белоснежка располнела».

### Места съёмок
- Ривертаун: Халльштатт, Австрия.
- Деревня «Маленькая овечка»: музей под открытым небом Вельд и Даунленд[англ.] в Синглтон[англ.] (Западный Суссекс), Великобритания.
- Город поцелуев: Кайзерсберг, Риквир, Тюркайм в Эльзасе, Франция.
- Лес охотника снимали в графствах Великобритании.
- Кримль (каскад водопадов)
- Замок Вендала (экстерьер): Уодсдонский особняк[англ.] в Бакингемшире, Великобритания.

## Саундтрек
В феврале 2000 года издательством Varese Sarabande был выпущен альбом, содержащий саундтрек к сериалу «Десятое королевство». Автор музыки — Энн Дадли (англ. Anne Dudley). В альбом вошли 22 инструментальные композиции и одна песня из титров в исполнении Мириам Стокли.
| №  | Трек                                    | Время |
| -- | --------------------------------------- | ----- |
| 1  | The 4 Who Saved the 9 Kingdoms          | 2:40  |
| 2  | Standing on the Edge of Greatness       | 1:50  |
| 3  | Six Glorious Wishes                     | 2:03  |
| 4  | Addicted to Magic                       | 2:43  |
| 5  | The House of White                      | 2:44  |
| 6  | Troll Trouble                           | 3:45  |
| 7  | Flowers Only Grow Where There Are Seeds | 2:18  |
| 8  | The Dwarves of Dragon Mountain          | 2:32  |
| 9  | Nothing Escapes the Huntsman            | 2:26  |
| 10 | A Stepmother’s Curse                    | 3:04  |
| 11 | The Dog Formerly Known as Prince        | 1:56  |
| 12 | Blood on the Snow                       | 1:28  |
| 13 | Trolls in New York                      | 1:25  |
| 14 | Trolls in New York                      | 1:59  |
| 15 | Kissing Town                            | 2:16  |
| 16 | A Gypsy Incantation                     | 2:21  |
| 17 | These Are Dark Days                     | 3:14  |
| 18 | Seven Years Bad Luck                    | 2:32  |
| 19 | The Days of Happy Ever After Are Gone   | 2:13  |
| 20 | When the Wild Moon Calls You            | 2:34  |
| 21 | Still Lost in the Forest                | 2:57  |
| 22 | Do Not Think, Become                    | 2:19  |
| 23 | Wishing on a Star                       | 1:23  |

Песни, которые звучали в сериале, но не вошли в официальный саундтрек:
- «Night Fever» (Bee Gees) — песня играла в магнитофоне, который нашли тролли.
- «We Will Rock You» (Queen) — песня, которую переделала Вирджиния на конкурсе лучших овец и пастушек.
- «A Whiter Shade of Pale» (Procol Harum) — в эпизоде с поющими грибами на болоте.

## Рейтинг
На канале NBC у сериала был очень невысокий рейтинг. К тому же на момент выхода в феврале 2000 года сериал был разгромлен профильной прессой. Например газета Los Angeles Times назвала сериал«слишком детским для взрослых, слишком агрессивным для детей и слишком медлительным для всех, кроме законченных фанатов сказок и поклонников братьев Гримм». Тем не менее через некоторое время сериал приобрел культовый статус среди зрителей во многих странах мира.
В крупнейшей базе данных фильмов Internet Movie Database «Десятое королевство» имеет достаточно высокий рейтинг среди посетителей — 8,3 баллов из 10 возможных (на основании 20 000 отзывов по состоянию на 26.04.2024).
Также на сайте Кинопоиск сериал имеет рейтинг 8,5 из 10 и входит в ТОП-250 лучших сериалов всех времён (105 445 оценок по состоянию на 26.04.2024).

## Номинации и награды
«Эмми» в 2000 году:
- Победа в номинации «Выдающийся дизайн титров» — дизайнер титров Тимоти Веббер.

## Роман
В феврале 2000 года в США издательство Harper Collins Entertainment выпустило книгу «Десятое королевство» (англ. «The 10th Kingdom») авторов Кристин Кэтрин Раш и Дина Уэсли Смита (англ. Dean Wesley Smith) под общим псевдонимом «Кэтрин Уэсли». Сюжет романа основан на одной из первых версий сценария сериала и, за исключением мелких деталей, почти от него не отличается.

## Отмененное продолжение
Изначально создатель сериала Саймон Мур планировал что у Десятого королевства будет продолжение. В финале главная героиня Вирдижиния произносит фразу "И это конец первой из историй о Десятом королевстве", что указывает на то что у создателей уже были планы насчет сиквела. Тем не менее низкие рейтинги на момент выхода поставили на этой идее крест, хотя Мур долго надеялся что ему дадут возможность поработать над второй частью. 
В 2000 году во время общения с фанатами он описал краткое содержание продожения: события должны были развиваться преимущественно во Втором королевстве, стране диких лесов и пряничных домиков, частью которой правит Красная Шапочка III, а другой частью — Великая Гретель. После гражданских войн населяют королевство в основном женщины. Если в первой части главной героиней была Вирджиния, то в сиквеле основное внимание должны были уделить Волку. Мур намекал на то, что Волк с Вирджинией поженились и она беременна. Ориентировочно вторая часть называлась «Домом Волков».
В 2001 году Мур вновь пытался запустить работу над сиквелом, а Скот Коэн (исполнитель роли Волка) заявил что уже ознакомился с первыми 10 страницами сценария и ему очень нетерпится вернуться к своей роли. Все актеры первой части также изъявили желание вернутся к своим ролям. Исключение составил только актер Джон Ларрокетт (исполнитель роли Тони, отца Вирджинии), но он был согласен на участие в качестве камео. Интерес к финасированию проявлял канал Showtime, но в итоге так и не решился это сделать. 
В 2002 году канал Hallmark колебался по поводу продолжения, но выделил деньги на другой проект Мура — телефильм "Снежная королева" с Бриджит Фондой в главной роли. В 2003 году канал все таки решился профинансировать вторую часть "Десятого королевства", но в этот раз от съемок отказался уже сам Мур. По его словам канал предложил значительно более низкий бюджет и других актеров. На такие условия он не согласился т.к., не хотел ронять планку оригинала. 
Последний раз Мур рассуждал о продолжении в 2006 году. По его словам он бы с удовольствием вернулся к проекту, но придется подождать ,«пока не придёт время и не появится такая возможность. Если этому суждено случиться, это однажды произойдёт».